# Jonathan José Smith
Jonathan José Smith, (Villa España, Argentina, 16 de agosto de 1990) es un futbolista argentino. Juega de volante defensivo en General Lamadrid de la Primera C.

## Trayectoria
Surgido de las inferiores de Estudiantes de la Plata., debutó como futbolista en el Club Atlético Claypole de la Primera D. Con Victoriano Arenas se consagró campeón de dicha categoría en la temporada 2017/18.
En 2021 volvió a Berazategui, club del cual es hincha y fue pieza clave en la obtención del Clausura 2021 de la Primera C.

## Clubes
| Club                | País      | Año       |
| ------------------- | --------- | --------- |
| Claypole            | Argentina | 2011-2014 |
| El Porvenir         | Argentina | 2014      |
| Deportivo Paraguayo | Argentina | 2015      |
| Victoriano Arenas   | Argentina | 2016-2019 |
| Ituzaingó           | Argentina | 2019-2020 |
| Berazategui         | Argentina | 2021-2024 |
| General Lamadrid    | Argentina | 2025-act. |

## Palmarés

### Campeonatos nacionales
| Título          | Club              | País      | Año     |
| --------------- | ----------------- | --------- | ------- |
| Primera D       | Victoriano Arenas | Argentina | 2017-18 |
| Torneo Clausura | Berazategui       | Argentina | 2021    |

## Vida personal
Es hermano del también futbolista Iván Smith, con quien compartió plantel en Berazategui.